# バイユー (地形)

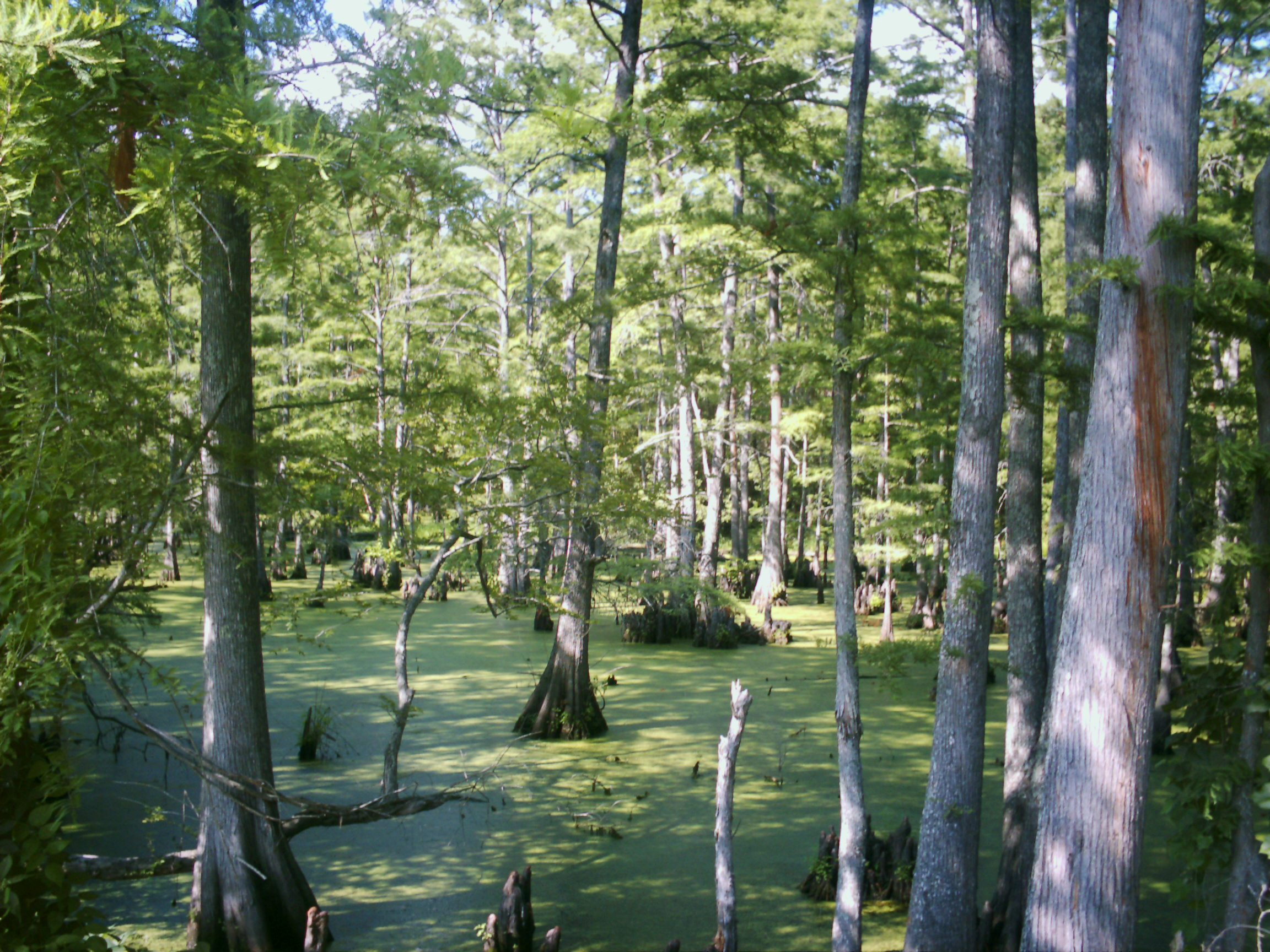
テキサス州ジェファーソンのビッグ・サイプレス・バイユー

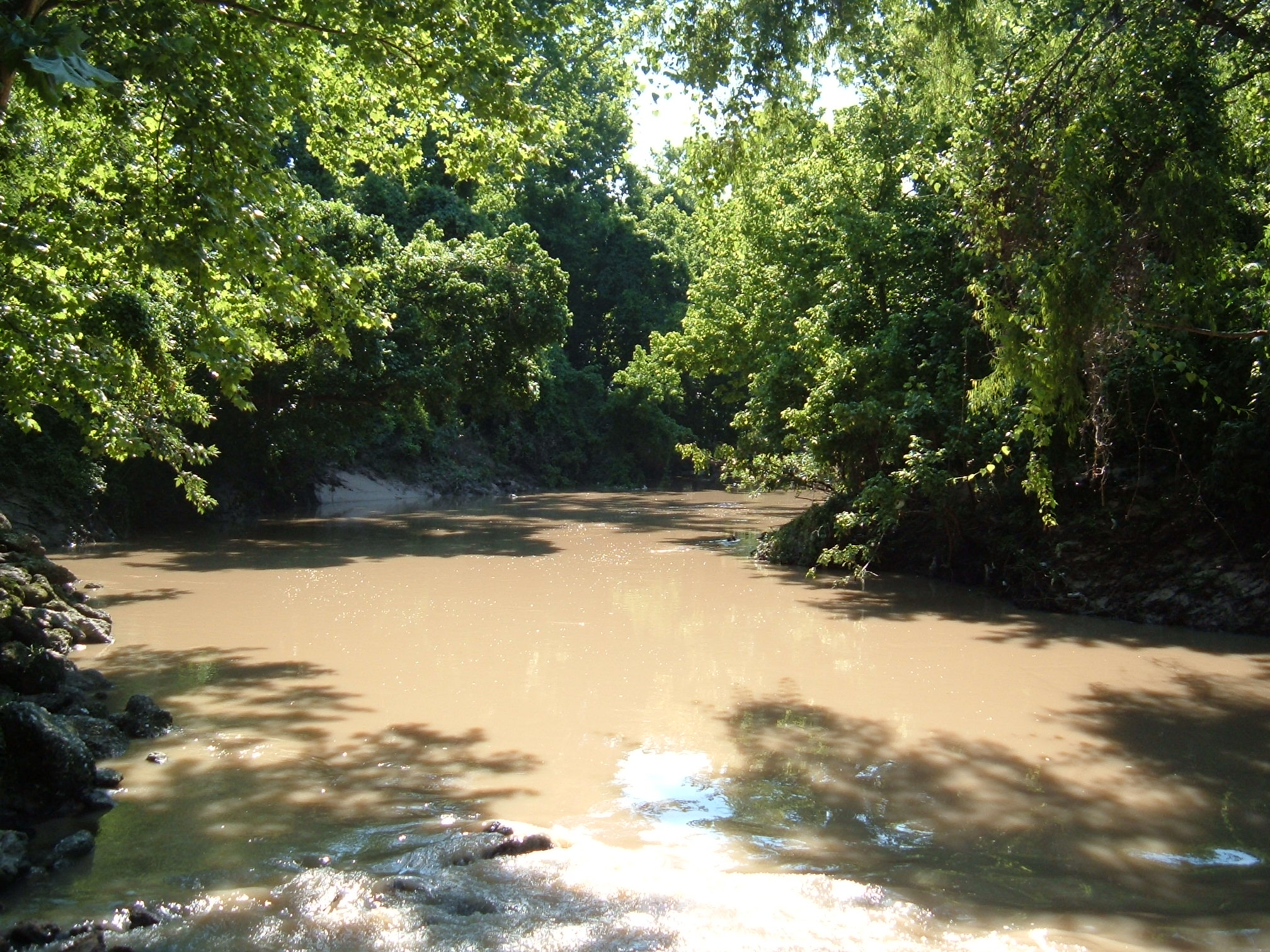
テキサス州ヒューストンのバッファロー・バイユー

バイユー (bayou [ˈbaɪ.uː, ˈbaɪ.oʊ]) は細くて、ゆっくりと流れる小川を意味する。バイユーは通常低地に位置し、例えばアメリカ合衆国南部のミシシッピ川の三角州地帯にある。多くのバイユーには、ザリガニ、エビ、貝類やナマズが生息する。
バイユーという言葉は、当初ルイジアナ州のフランス人によって使われ、チョクトー語で「小さな小川」を意味するbayukに由来していると考えられている。ルイジアナ州南部に移住したアカディア人は、バイユー・ラフォーシュとバイユー・デ・スコールの近くに住み、バイユーはケイジャン文化と密接な関係を作った。
ルイジアナ州ニューオーリンズを中心に、テキサス州ヒューストンからアラバマ州モービルまで、ガルフ・コースト（米国南部のメキシコ湾に接する地域）一帯に広がる「バイユー・カントリー」は、ケイジャン（フランス語を話すアカディア人）とクレオール（フランス人とアフリカ人、インディアンの混血）の文化に最も密接に関連している。テキサス州ヒューストンは「バイユー・シティ」として知られ、ぬかるんで距離の長いバッファロー・バイユーが、この米国で4番目に大きな都市をうねりながら通っている。